# Liste des communes desservies par le métro de Paris
Cette liste des communes desservies par le métro de Paris recense les 40 communes de France disposant d'un accès à une station du réseau métropolitain parisien sur leur territoire. Toutes situées en Île-de-France, elles ne relèvent que de cinq départements. Outre Paris, on en compte quatorze dénombrant vingt-cinq stations sur huit lignes dans les Hauts-de-Seine, douze diposant de vingt-neuf stations sur huit lignes dans la Seine-Saint-Denis et douze autres desservies par vingt-trois stations sur quatre lignes dans le Val-de-Marne, la commune de Paray-Vieille-Poste, dans l'Essonne, accueillant une dernière station : Aéroport d'Orly, sur la ligne 14.

## Liste
| Commune              | Département       | Stations | Lignes | Première ouverture |
| -------------------- | ----------------- | -------- | --- | ------------------ |
| Asnières-sur-Seine   | Hauts-de-Seine    | 3        | (M) · (13) | 3 mai 1980         |
| Aubervilliers        | Seine-Saint-Denis | 5        | (M) · (7) · (12) | 4 octobre 1979     |
| Bagneux              | Hauts-de-Seine    | 3        | (M) · (4) · (13) | 9 novembre 1976    |
| Bagnolet             | Seine-Saint-Denis | 1        | (M) · (3) | 2 avril 1971       |
| Bobigny              | Seine-Saint-Denis | 2        | (M) · (5) | 25 avril 1985      |
| Boulogne-Billancourt | Hauts-de-Seine    | 5        | (M) · (9) · (10) | 3 février 1934     |
| Charenton-le-Pont    | Val-de-Marne      | 2        | (M) · (8) | 5 octobre 1942     |
| Châtillon            | Hauts-de-Seine    | 1        | (M) · (13) | 9 novembre 1976    |
| Chevilly-Larue       | Val-de-Marne      | 2        | (M) · (14) | 24 juin 2024       |
| Clichy               | Hauts-de-Seine    | 2        | (M) · (13) · (14) | 3 mai 1980         |
| Courbevoie           | Hauts-de-Seine    | 1        | (M) · (1) | 1er avril 1992     |
| La Courneuve         | Seine-Saint-Denis | 1        | (M) · (7) | 6 mai 1987         |
| Créteil              | Val-de-Marne      | 4        | (M) · (8) | 24 septembre 1973  |
| Gennevilliers        | Hauts-de-Seine    | 3        | (M) · (13) | 3 mai 1980         |
| Gentilly             | Val-de-Marne      | 1        | (M) · (14) | 24 juin 2024       |
| L'Haÿ-les-Roses      | Val-de-Marne      | 1        | (M) · (14) | 24 juin 2024       |
| Issy-les-Moulineaux  | Hauts-de-Seine    | 2        | (M) · (12) | 24 mars 1934       |
| Ivry-sur-Seine       | Val-de-Marne      | 2        | (M) · (7) | 1er mai 1946       |
| Le Kremlin-Bicêtre   | Val-de-Marne      | 2        | (M) · (7) · (14) | 10 décembre 1982   |
| Levallois-Perret     | Hauts-de-Seine    | 3        | (M) · (3) | 24 septembre 1937  |
| Les Lilas            | Seine-Saint-Denis | 2        | (M) · (11) | 17 février 1937    |
| Maisons-Alfort       | Val-de-Marne      | 3        | (M) · (8) | 19 septembre 1970  |
| Malakoff             | Hauts-de-Seine    | 2        | (M) · (13) | 9 novembre 1976    |
| Montreuil            | Seine-Saint-Denis | 5        | (M) · (9) · (11) | 14 octobre 1937    |
| Montrouge            | Hauts-de-Seine    | 3        | (M) · (4) · (13) | 9 novembre 1976    |
| Neuilly-sur-Seine    | Hauts-de-Seine    | 2        | (M) · (1) | 29 avril 1937      |
| Noisy-le-Sec         | Seine-Saint-Denis | 3        | (M) · (11) | 13 juin 2024       |
| Pantin               | Seine-Saint-Denis | 4        | (M) · (5) · (7) | 12 octobre 1942    |
| Paray-Vieille-Poste  | Essonne           | 1        | (M) · (14) | 24 juin 2024       |
| Paris                | Paris             | 245      | (M) · (1) · (2) · (3) · (3bis) · (4) · (5) · (6) · (7) · (M) · (7bis) · (8) · (9) · (10) · (11) · (12) · (13) · (14) | 19 juillet 1900    |
| Puteaux              | Hauts-de-Seine    | 2        | (M) · (1) | 1er avril 1992     |
| Romainville          | Seine-Saint-Denis | 1        | (M) · (11) | 13 juin 2024       |
| Rosny-sous-Bois      | Seine-Saint-Denis | 3        | (M) · (11) | 13 juin 2024       |
| Saint-Denis          | Seine-Saint-Denis | 6        | (M) · (12) · (13) · (14)                                                                                             | 30 juin 1952       |
| Saint-Mandé          | Val-de-Marne      | 2        | (M) · (1) | 24 mars 1934       |
| Saint-Ouen-sur-Seine | Seine-Saint-Denis | 3        | (M) · (13) · (14) | 30 juin 1952       |
| Thiais               | Val-de-Marne      | 1        | (M) · (14) | 24 juin 2024       |
| Vanves               | Hauts-de-Seine    | 1        | (M) · (13) | 9 novembre 1976    |
| Villejuif            | Val-de-Marne      | 4        | (M) · (7) · (14) | 28 février 1985    |
| Vincennes            | Val-de-Marne      | 3        | (M) · (1) | 24 mars 1934       |

## Liste des prochaines communes devant être desservies

### Avec l'ouverture de la ligne 15 Sud
| Commune               | Département       | Stations | Lignes     | Première ouverture |
| --------------------- | ----------------- | -------- | ---------- | ------------------ |
| Alfortville           | Val-de-Marne      | 1        | (M) · (15) | 2026               |
| Cachan                | Val-de-Marne      | 1        | (M) · (15) | 2026               |
| Champigny-sur-Marne   | Val-de-Marne      | 2        | (M) · (15) | 2026               |
| Champs-sur-Marne      | Seine-et-Marne    | 1        | (M) · (15) | 2026               |
| Clamart               | Hauts-de-Seine    | 1        | (M) · (15) | 2026               |
| Noisy-le-Grand        | Seine-Saint-Denis | 1        | (M) · (15) | 2026               |
| Saint-Maur-des-Fossés | Val-de-Marne      | 1        | (M) · (15) | 2026               |
| Villiers-sur-Marne    | Val-de-Marne      | 1        | (M) · (15) | 2026               |
| Vitry-sur-Seine       | Val-de-Marne      | 2        | (M) · (15) | 2026               |